# Annika Barthine
Annika Linnéa Barthine, gift Persson 1995–2002, tidigare gift Lindquist, född Andersson 15 mars 1951 i Karl Johans församling i Göteborg, är en svensk tidigare politisk sekreterare inom Socialdemokraterna.
Barthine var tidigare socialdemokratisk politisk sekreterare i Malmöhus läns landsting. Hon arbetade senare som internationell sekreterare på Region Skånes internationella sekretariat. Hon var aktuell i den allmänna debatten hösten 2004 efter grundandet av ett feministiskt nätverk tillsammans med Margareta Winberg. Hon uttryckte dock ointresse för de fortsatta planerna på att bilda ett nytt parti, och var därför inte med i det arbete som ledde fram till bildandet av Feministiskt Initiativ i början av 2005.
Barthine var gift med Sveriges statsminister Göran Persson, mellan 10 mars 1995 och 29 januari 2003. Hon antog efternamnet Barthine efter skilsmässan.